# 涅槃姫みどろ
『涅槃姫みどろ』（ねはんひめみどろ）は、原作：大西祥平、漫画：中里宣による日本のホラー漫画作品。『週刊少年チャンピオン』（秋田書店）にて2006年2月から2007年3月（同年14号）まで連載された。全54話。単行本は全6巻。

## 概要
呪術の使い手である謎の転校生みどろが、「厄い（やくい）」場所にどこからともなく現れ、かかわった者や悪人達を涅槃へ落としていく、一話完結型の物語である。

## 用語
厄い
作品内においてはっきりと説明はされていないが、「禍々しい」「厄災の降りかかりそうな」「罰当たりな」といった意味合いで使用されている。
涅槃
本来は仏教用語で「悟り」を表す言葉であるが、本作品においては「地獄」「異界」「死後の世界」に類する世界として表現されている。

## 登場人物
深泥（みどろ）
主人公。通称「みどろさん」。長い黒髪が美しい少女。呪術の使い手。髪で隠れた左目は奇妙な色をしている。口癖は「厄いわね」「イケてるわ」。
厄い場所にどこからともなく現れ、欲望に満ちた悪人に罰を与えるが、高貴な精神を持つ人間には最大限の敬意を表する。
それ以外については#みどろについてを参照。
執事
左半身は若い女性、右半身は老いた男性という奇妙な人物。みどろの忠実な従者。外出するときは女性側の顔を隠す仮面をつけている。左半身と右半身は、互いになぞなぞを出し合っている。
半年に一日だけ休暇をもらう。みどろが関わるとロクな結果にならないと感じている。
その正体は、右半身が15年前に弟子に殺されたマジシャンの若竹はじめ師匠、左半身がその愛用の腹話術の人形クロコちゃん（みどろが何らかの方法で繋げたらしい）。最終回直前のエピソードでは深泥に関する記憶を一切無くした状態で、それぞれ元のはじめ師匠と人形に戻る。街を彷徨う内に憧れの女性であったシャンソン歌手、フォンテーヌ夏子と再会し、彼女の支援を経て再び腹話術師マジシャンとして再出発した。
ラーフラ
みどろをライバル視する霊能力者。釈迦の娘だと自称している。
転校生としてみどろと同じ学校に入ってきたが、その目的は悪魔（みどろ）を滅ぼすことだった。山篭りを繰り返し、みどろの前に度々現れる。
最終話では今までみどろが裁いてきた者の魂を涅槃に送り返す場に居合わせ、同時に消えていくみどろの姿を見送った。この際、ライバル意識が芽生えていたからか、消えていくみどろの姿を見て涙を流している。
メルト
執事の前にみどろに仕えていた召使い。少年を模した人形の身体をしている。
非常にいたずらを好んでおり、そのいたずらは非常に残酷なものである。他人の選択肢を見ることが出来る能力を有するが、それを悪用して人を不幸にしていた。そのためにみどろに数十年も封印されていたが、執事によって目覚め、執事とみどろを出し抜こうとしたが失敗に終わる。その後は「面白いから」とみどろから気に入られた事で、時折、みどろと執事と共に行動するようになる。
最終回直前のエピソードでは単なる人形に戻ってしまい、みどろの家があった場所に転がっていた。そこに居合わせた執事に拾われるも、途中で執事がみどろに関する記憶を無くしてしまった事から、身に覚えのない人形としてゴミ捨て場に捨てられてしまった。
フォンテーヌ夏子
執事が恋焦がれていた女性であり、シャンソン歌手。加齢の為に喉の調子が悪くなったことと、不治の病を患った事で引退を考えていたが、執事の励ましを受けて最後に一度きりのステージに立つことを決める。この際に執事が「入滅堂」から若返りの薬を持ち出して与えようとしたが、薬を持ちだした事を知ったみどろに阻止される。しかし加齢により枯れた声が逆に好評化へと繋がり、その後は再びステージに立つようになった。最終回直前のエピソードでは人間に戻った執事ことはじめ師匠と再会。不治の病を克服した事を報告したのち、はじめ師匠を再びマジシャンとして舞台に立たせた。その後、はじめ師匠とは関係が進展し、手を繋いで歩くようにまでなっている。

## みどろについて
本作品では一貫して、みどろはミステリアスな女性として描かれているので謎が多い。
年齢
不詳。高校に通っていることから、15 - 18歳と思われる。ただし作中では、みどろが数百年前から姿を変えていないことを示唆する描写が度々あるため、年齢は重ねない存在であると考えられる。みどろ曰く「そのへんの解釈はご自由に」。
名前
「みどろ」は苗字であり、名前は不詳であるが、『週刊少年チャンピオン』読み切り掲載時（2006年 No.4+5号）では「深泥明日香」と表記されており、最終話で転校生として現れた際には黒板にこの名前が書かれている。作者はこのことについて公式にはコメントをしていないが、裏設定として受け取ることもできる。
普段の生活
「厄い」人物を求めて全国の高校を転々としている。高校ではなく旅行先が物語の舞台となることもある。
転校してくる際は周りの人物の記憶を書き換えている。また、彼女に関わった人々の記憶は消去される（完全に消去できないらしく断片的な記憶は残っている場合もある）。
「入滅堂」という古道具屋を経営している。美術的価値よりも霊的価値にこだわった古道具や稀稿本を扱っている。
設定
初期設定では閻魔大王の娘という設定であった。父親として閻魔大王も登場する予定であったが、最後まで登場する事は無かった。
また当初では髪型がミディアムヘアであり、雰囲気を出すために長髪となった。最終話ではミディアムヘアでメガネをかけたみどろが登場している。

## その他
- 理由は不明だが「厄の15 人面瘡」（『週刊少年チャンピオン』2006年27号掲載）は単行本に収録されなかった。ストーリーは、身体にできた人面瘡のせいでひどい目（ヒヤリ・ハット）にあってるという男子高校生の相談をみどろがうけ希望通りに人面瘡を取り除くが、実は人面瘡が男子高校生を不幸から守っていた（そのためヒヤリ程度で済んでいた）ことが判明。そして男子高校生が次々に“本当に”ひどい目にあうというもの。
- 2006年8月18日放送のテレビアニメ『クレヨンしんちゃん』の次回予告において「フフフ…厄いわね」「フフフ…イケてるわ」と台詞が入った。その後『週刊少年チャンピオン』2006年44号にて扉絵のアオリ文に「アニメ『クレヨンしんちゃん』の予告でもパロディされた」と記された。
- 2011年放送のテレビアニメ『みつどもえ増量中!』第2話にて、丸井ひとはが「あっちの写真の方が厄いオーラを感じるよ」と喋る箇所があった。連載終了から4年近く経てのパロディとなった。